# Шора
Шо́ра (рос. Шора, марій. Шора) — присілок у складі Марі-Турецького району Марій Ел, Росія. Входить до складу Марійського сільського поселення.

## Населення
Населення — 422 особи (2010; 471 у 2002).
Національний склад (станом на 2002 рік):
- татари — 61 %
- росіяни — 30 %